# California State Route 168
De California State Route 168, afgekort CA 168 of SR 168, is een state highway in het midden van de Amerikaanse staat Californië met een totale lengte van ongeveer 200 kilometer, die wordt beheerd door Caltrans. De weg loopt door drie county's. De oostelijke en westelijke helft worden van elkaar gescheiden door de Sierra Nevada. Het is onderdeel van het California Freeway and Expressway System en een deel van de weg valt onder het State Scenic Highway System.

## Geschiedenis
Hoewel de weg bedoeld was als een verbinding dwars door de bergen van de Sierra Nevada tussen Fresno en Bishop, zijn de twee wegdelen nooit met elkaar verbonden geraakt. De bergen zorgden ervoor dat het moeilijk was om een weg aan te leggen en tegenwoordig liggen er ook nog twee wildernisgebieden tussen.

## Verloop

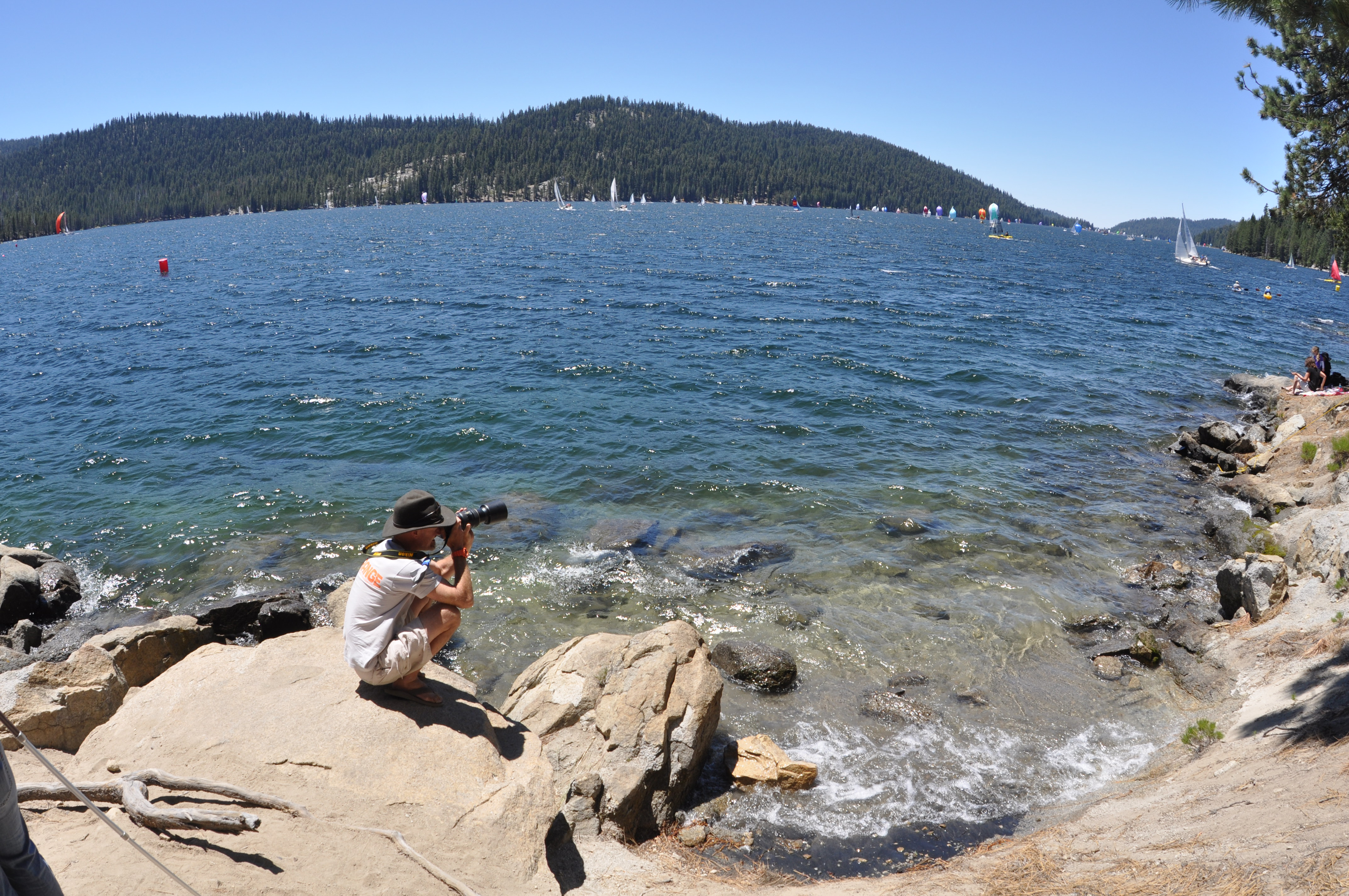
Huntington Lake, het eindpunt van het westelijke deel van de SR 168

### Westelijke helft
De westelijke helft van de SR 168 ligt in Fresno County en begint in het oosten van de stad Fresno in de Central Valley, waar de weg vanaf het knooppunt met de SR 180 in noordelijke richting verdergaat. De weg loopt richting het noordoosten door naar Clovis, een voorstad van Fresno, en tot aan daar staat de weg bekend als de Sierra Freeway. Vervolgens gaat de weg vanaf Shepperd Avenue verder als Tollhouse Road voor zo'n 20 kilometer en dan achtereenvolgend als Millerton Road en Morgan Canyon Road tot het dorpje Prather in het Sierra National Forest. Vanaf Prather gaat de weg voor 4 km door onder de namen Auburry Road en Lodge Road, waarna het tot en met Pineridge geen andere naam heeft. Na Pineridge staat de 168 weer bekend als Tollhouse Road en na een aantal kilometer ook als Huntington Lake Road. De weg loopt hier door de bossen van de Sierra Nevada tot aan het oosteinde van Huntington Lake, waarbij de weg ook langs Shaver Lake en het gelijknamige plaatsje komt.

### Oostelijke helft

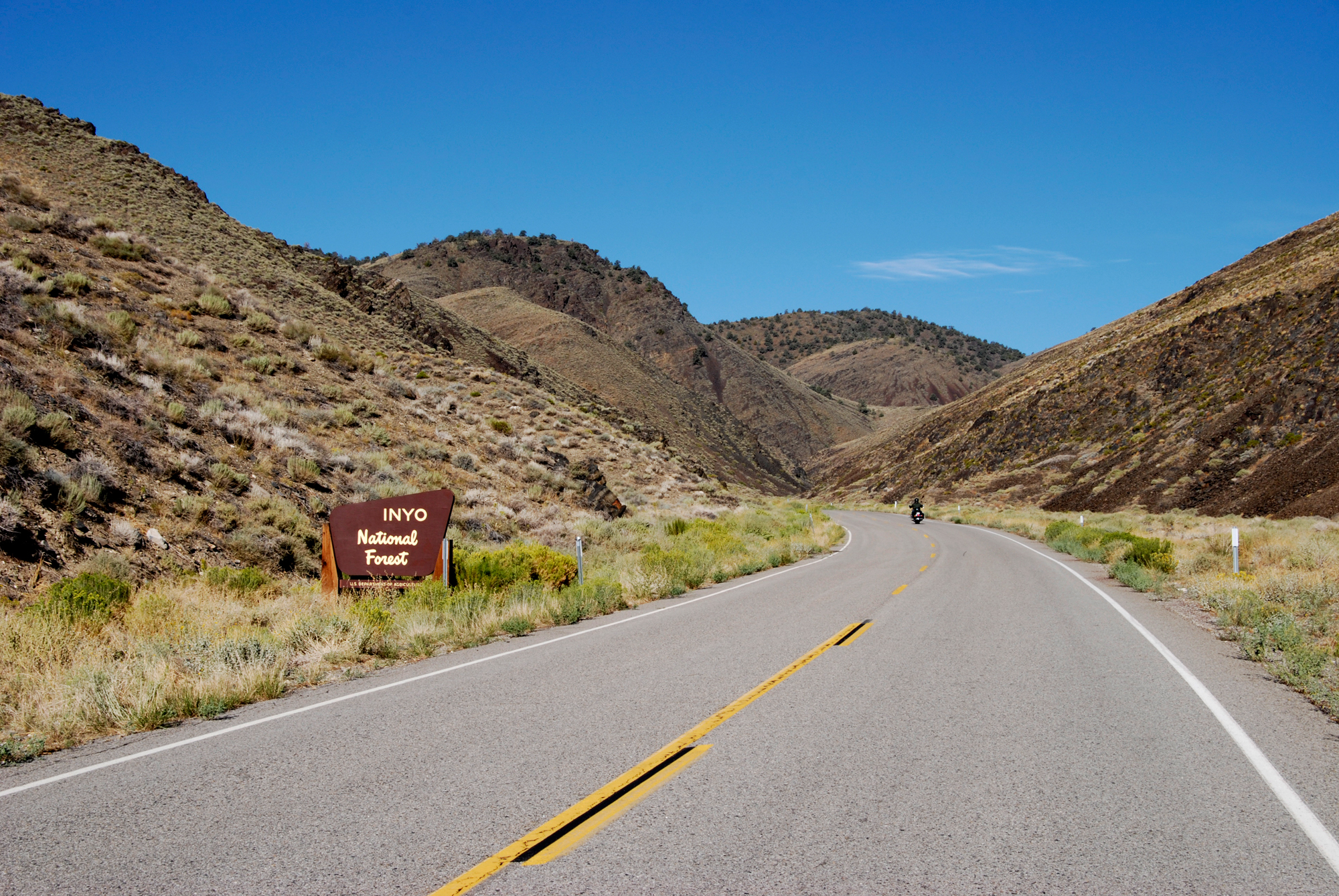
De 168 bij Westgard Pass

De oostelijke helft van de SR 168 ligt voor het grootste deel in Inyo County en voor een klein deel in Mono County en begint net ten noorden van Lake Sabrina. Vanaf daar gaat de weg ruim 27 kilometer verder in noordoostelijke richting naar Bishop door Owens Valley, waarbij het langs de dorpjes Aspendell en West Bishop komt. Tussen Bishop en Big Pine loopt de SR 168 samen met de U.S. Route 395 in zuidelijke richting. Net ten noorden van Big Pine vervolgt de weg zijn route weer richting het noordoosten om via Westgard Pass door de White Mountains te gaan. De 168 vormt zo een verbinding tussen Owens Valley en Deep Springs Valley en de weg eindigt bij het kruispunt met de SR 266 in plaatsje Oasis (Mono County) bij de grens met Nevada.
1 · 
2 · 
3 · 
4 · 
7 · 
9 · 
11 · 
12 · 
13 · 
14 · 
15 · 
16 · 
17 · 
18 · 
19 · 
20 · 
22 · 
23 · 
24 · 
25 · 
26 · 
27 · 
28 · 
29 · 
32 · 
33 · 
34 · 
35 · 
36 · 
37 · 
38 · 
39 · 
41 · 
43 · 
44 · 
45 · 
46 · 
47 · 
49 · 
51 · 
52 · 
53 · 
54 · 
55 · 
56 · 
57 · 
58 · 
59 · 
60 · 
61 · 
62 · 
63 · 
65 · 
66 · 
67 · 
68 · 
70 · 
71 · 
72 · 
73 · 
74 · 
75 · 
76 · 
77 · 
78 · 
79 · 
82 · 
83 · 
84 · 
85 · 
86 · 
87 · 
88 · 
89 · 
90 · 
91 · 
92 · 
94 · 
96 · 
98 · 
99 · 
103 · 
104 · 
107 · 
108 · 
109 · 
110 · 
111 · 
112 · 
113 · 
114 · 
115 · 
116 · 
118 · 
119 · 
120 · 
121 · 
123 · 
124 · 
125 · 
126 · 
127 · 
128 · 
129 · 
130 · 
131 · 
132 · 
133 · 
134 · 
135 · 
136 · 
137 · 
138 · 
139 · 
140 · 
142 · 
144 · 
145 · 
146 · 
147 · 
149 · 
150 · 
151 · 
152 · 
153 · 
154 · 
155 · 
156 · 
158 · 
160 · 
161 · 
162 · 
164 · 
165 · 
166 · 
167 · 
168 · 
169 · 
170 · 
172 · 
173 · 
174 · 
175 · 
177 · 
178 · 
180 · 
182 · 
183 · 
184 · 
185 · 
186 · 
187 · 
188 · 
189 · 
190 · 
191 · 
192 · 
193 · 
197 · 
198 · 
200 · 
201 · 
202 · 
203 · 
204 · 
207 · 
210 · 
211 · 
213 · 
216 · 
217 · 
218 · 
219 · 
220 · 
221 · 
222 · 
223 · 
227 · 
229 · 
232 · 
233 · 
236 · 
237 · 
238 · 
241 · 
242 · 
243 · 
244 · 
245 · 
246 · 
247 · 
253 · 
254 · 
255 · 
259 · 
260 · 
261 · 
262 · 
263 · 
265 · 
266 · 
267 · 
269 · 
270 · 
271 · 
273 · 
275 · 
281 · 
282 · 
283 · 
284 · 
299 · 
330 · 
371 · 
710 · 
905